# Cicinnurus
Cicinnurus is een geslacht van zangvogels uit de familie paradijsvogels (Paradisaeidae).

## Soorten
Het geslacht kent de volgende soorten:
- Cicinnurus regius – Koningsparadijsvogel

Ook vaak nog beschreven als behorend tot dit geslacht:
- C. magnificus of Diphyllodes magnificus – Geelkraagparadijsvogel
- C. respublica of Diphyllodes respublica – Wilsons paradijsvogel